# Storgården, Kinda kommun
Storgården är en bebyggelse vid västra stranden av Åsunden i Kinda kommun. Bebyggelsen klassades som småort 2020.